# Jonathan Lethem
Pour les articles homonymes, voir Lethem (homonymie).
Œuvres principales
- Flingue sur fond musical
- Les Orphelins de Brooklyn
- Forteresse de solitude
- Jardins de la dissidence

Jonathan Lethem, né le 19 février 1964 à Brooklyn dans l'État de New York, est un écrivain américain de science-fiction et de roman policier. 

## Biographie
Il publie en 1994 son premier roman, Flingue sur fond musical (Gun, with Occasional Music), un mélange de science-fiction et d'enquête policière, qui est récompensé du prix Locus du meilleur premier roman 1995. Suivent trois autres œuvres de science-fiction dans la même veine. En 1999, Jonathan Lethem fait paraître Les Orphelins de Brooklyn (Motherless Brooklyn), lauréat du National Book Critics Circle Award. En 2003 paraît Forteresse de solitude (The Fortress of Solitude), qui s'inscrit aussitôt dans la liste de best-sellers du New York Times.
Son roman Les Orphelins de Brooklyn est adapté au cinéma dans Brooklyn Affairs (2019) d'Edward Norton.
Éditeur, il dirige avec Pamela Jackson l'édition anglaise de L'Exégèse de Philip K. Dick, publiée en 2011 par Houghton Mifflin Harcourt, sous la supervision des ayants droit de l'écrivain et avec la collaboration d'une dizaine de commentateurs américains, pour la plupart universitaires.

## Œuvre

### Romans
- Flingue sur fond musical, J'ai lu, coll. « Science-fiction » no 4196, 1996 ((en) Gun, with Occasional Music, 1994), trad. Francis Kerline, 318 p.  (ISBN 2-277-24199-7)Prix Locus du meilleur premier roman 1995
- Un homme nommé Chaos, J'ai lu, coll. « Science-fiction » no 4563, 2000 ((en) Amnesia Moon, 1995), trad. Francis Kerline, 314 p.  (ISBN 978-2-290-04563-3)
- Alice est montée sur la table, L'Olivier, coll. « Littérature étrangère », 2000 ((en) As She Climbed Across the Table, 1997), trad. Francis Kerline, 249 p.  (ISBN 978-2-87929-241-0)Réédition, L'Olivier, coll. « Petite collection de l'olivier » no 53, 2003, 249 p. (ISBN 2-87929-388-X)
- (en) Girl in Landscape, 1998
- Les Orphelins de Brooklyn, L'Olivier, coll. « Littérature étrangère », 2003 ((en) Motherless Brooklyn, 1999), trad. Francis Kerline, 368 p.  (ISBN 978-2-87929-280-9)
- Forteresse de solitude, L'Olivier, coll. « Littérature étrangère », 2006 ((en) The Fortress of Solitude, 2003), trad. Adèle Carasso et Stéphane Roques, 677 p.  (ISBN 978-2-87929-462-9)Réédition, Points, no 2546, 2010, 730 p. (ISBN 978-2-7578-2166-4)
- (en) You Don't Love Me Yet, 2007
- Chronic City, L'Olivier, coll. « Littérature étrangère », 2011 ((en) Chronic City, 2009), trad. Francis Kerline, 496 p.  (ISBN 978-2-87929-705-7)Réédition, Points, no 3263, 2014, 528 p. (ISBN 978-2-7578-2826-7)
- Jardins de la dissidence, L'Olivier, coll. « Littérature étrangère », 2016 ((en) Dissident Gardens, 2013), trad. Bernard Turle, 486 p.  (ISBN 978-2-87929-988-4)
- (en) The Feral Detective, 2018
- (en) The Arrest, 2020
- (en) Brooklyn Crime Novel, 2023

### Recueils de nouvelles
- (en) The Wall of the Sky, the Wall of the Eye, 1996
- (en) Kafka Americana, 1999Écrit avec Carter Scholz.
- (en) This Shape We're In, 2000, roman court
- (en) Men and Cartoons, 2004
- (en) How We Got Insipid, 2006
- (en) Lucky Alan and Other Stories, 2015

### Autres publications
- (en) The Disappointment Artist, 2005
- (en) They Live, 2010
- (en) The Ecstasy of Influence: Nonfictions, Etc., 2011
- (en) Talking Heads' Fear Of Music, 2012

## Adaptation
En 2019, Edward Norton adapte le roman Les Orphelins de Brooklyn dans les années 50 sous le titre Brooklyn Affairs.